# 血箭石目
血箭石目（学名：Hematitida）是生存于早石炭世的一类头足类。它们是最古老的已确定的有内壳体的头足类，尽管对泥盆纪是否存在更古老的有内壳体的头足类仍有争议。迄今为止，仅在美国阿肯色州和犹他州发现了血箭石目化石，该目目前唯一被描述的科是血箭石科。

## 特征
血箭石目共有的一些特征包括：
- 一个短的喙，由文石和有机材料组成，有脊
- 一个短的体腔，只有膈肌最后一个室的1.5到2倍长
- 一个球形胎壳
- 窄而直的闭锥
- 一个多层的锥形胞管——闭锥的外壁
- 一个狭窄的腹侧体管[4]

## 分类
Doguzhaeva等人在2003年归纳了这个目的下属演化支。
- †血箭石目 Hematitida Doguzhaeva, Mapes, & Mutvei, 2002
  - †血箭石科 Hematitidae Gustomesov 1976
    - †血箭石属 Hematites Flower & Gordon 1959 - type genus
    - †属 Bactritimimus Flower & Gordon, 1959
    - †古芋螺属 Paleoconus Flower & Gordon, 1959